# فانيسا أموروس
فانيسا أموروس (بالإسبانية: Vanesa Amorós) مواليد 7 ديسمبر 1982، هي لاعبة كرة يد إسبانية تلعب كجناح أيسر. مثلت منتخب إسبانيا لكرة اليد للسيدات. شاركت في دورة الألعاب الأولمبية الصيفية سنة 2004.

## سجل المنافسة
شاركت في البطولات التالية:
- الألعاب الأولمبية الصيفية 2012
- بطولة العالم لكرة اليد للسيدات 2011
- بطولة أوروبا لكرة اليد للسيدات 2012

## الميداليات
| الميدالية | المسابقة                            |
| --------- | ----------------------------------- |
| برونزية   | الألعاب الأولمبية الصيفية 2012      |
| برونزية   | بطولة العالم لكرة اليد للسيدات 2011 |

## روابط خارجية
- فانيسا أموروس على موقع الاتحاد الأوروبي لكرة اليد (الإنجليزية)
- فانيسا أموروس على موقع أوليمبيديا (الإنجليزية)